# 張咨
張咨（？—190年），字子議，東漢末年人物，南陽郡太守。

## 生平
董卓受周毖、伍瓊之言，為收納名望和平息反對，重新任用黨人，荀爽、陳紀、韓融都不自願地受到任用，又以袁紹為勃海太守、韓馥為冀州牧、劉岱為兗州刺史、孔伷為豫州刺史、張邈為陳留太守、張咨為南陽太守等。但這些舉動也不能平息各地憤恨。在京都的袁術因畏懼董卓而逃到南陽，而曹操認為董卓必定會敗亡，所以亦逃出京都。
初平元年（190年）關東諸侯起兵討伐董卓。孫堅帶兵參戰，張咨因孫堅軍過時不加以奉承，孫堅便假意送牛、酒邀張咨大宴，把酒言歡。孫堅趁張咨酒酣時，故意叫長沙主簿入內問說：「前移南陽，而道路不治，軍資不具，請收主簿推問意故。」主簿說：「南陽太守稽停義兵，使賊不時討，請收出案軍法從事。」張咨十分恐懼，欲離開時被列陣於帳篷四周的士兵封鎖，拖出帳外斬首。